# Блейк, Роберт (актёр)
Ро́берт Блейк (англ. Robert Blake; 18 сентября 1933, Натли, Нью-Джерси — 9 марта 2023, Лос-Анджелес, Калифорния) — американский актёр. На его счету множество различных ролей в кино и на телевидении. Наиболее известен по фильмам «Хладнокровное убийство», «Шоссе в никуда» и американскому телесериалу «Баретта».
Блейк начал свою карьеру в 1930-х годах, выступая в детстве вместе со своей семьёй в песнях и танцах, но прославился как детский актер, сыграв главную роль в последние годы эпохи Метро-Голдвин-Майер в «Наша банда» (Маленькая Мошенники) серия короткометражных фильмов с 1939 по 1944 год. Он также появился в детстве в 22 фильмах франшизы «Красный Райдер». В сериале «Красный Райдер» и во многих его взрослых ролях итало-американский актер часто играл роль американского индейца или латиноамериканца. После службы в армии США Блейк вернулся к съемкам на телевидении и в кино. Блейк продолжал сниматься до фильма «Шоссе в никуда» 1997 года. Благодаря тому, что Блейк стал одним из первых детей-актёров, успешно перешедших к зрелым ролям во взрослом возрасте, писатель Майкл Ньютон назвал свою карьеру «одной из самых продолжительных в истории Голливуда».
В 2002 году он был привлечён к суду по обвинению в убийстве своей второй жены Бонни Ли Бакли. 16 марта 2005 года актёр был полностью оправдан.

## Ранний период жизни
Роберт Блейк родился Майклом Джеймсом Губитози в Натли, штат Нью-Джерси, 18 сентября 1933 года. Его родителями были Джакомо (Джеймс) Губитози и его жена Элизабет Кафоне. В 1930 году Джеймс работал наладчиком штампов на заводе по производству консервных банок. В конце концов, родители Блейка начали петь и танцевать. В 1936 году трое их детей начали выступать под названием «Три маленьких деревенщины». Они переехали в Лос-Анджелес, штат Калифорния, в 1938 году, где дети начали работать массовкой в кино.
У Блейка было несчастливое детство, в котором он подвергался насилию со стороны своего отца-алкоголика. Когда он поступил в государственную школу в возрасте 10 лет, над ним издевались и дрались с другими учениками, что привело к его исключению. Блейк заявил, что в детстве он подвергался физическому и сексуальному насилию со стороны обоих родителей, его часто запирали в туалете и заставляли есть с пола в качестве наказания. В 14 лет он сбежал из дома, что привело к ещё нескольким трудным годам. Его отец покончил жизнь самоубийством в 1956 году.

## Детский актёр
Тогда известный как «Микки Губитози», Блейк начал свою актерскую карьеру в роли Тото в фильме MGM «Свадебная сюита» (1939) с Аннабеллой и Робертом Янгом в главных ролях. Затем Блейк начал появляться в короткометражных фильмах MGM «Наша банда» (также известных как «Маленькие негодяи») под своим настоящим именем, заменив Юджина «Порки» Ли. Он появился в 40 короткометражках в период с 1939 по 1944 год, в конечном итоге став последним главным героем сериала. Родители Блейка также появлялись в сериале в качестве статистов. В «Нашей банде» персонажа Блейка, Микки, часто призывали плакать, за что его критиковали за неубедительность. Его также критиковали за несносность и плаксивость. В 1942 году он получил сценический псевдоним «Бобби Блейк», а его персонаж в сериале был переименован в «Микки Блейк». В 1944 году MGM прекратила выпуск «Нашей банды», выпустив последний короткометражный фильм «Танцующий Ромео». В 1995 году Блейк был отмечен Фондом молодых художников премией «За заслуги перед бывшей детской звездой» за роль в «Нашей банде». В 1942 году Блейк появился в роли Туки Стедмана в фильме Энди Харди «Двойная жизнь».
В 1944 году Блейк начал играть индейского мальчика «Маленького Бобра» в вестерне «Красный Райдер» на студии Republic Pictures (ныне CBS Radford Studios), снявшись в двадцати трёх фильмах до 1947 года. У него также были роли. в одном из более поздних фильмов Лорел и Харди «Большой шум» (1944) и фильмах Warner Bros. «Юмореска» (1946), где он играет персонажа Джона Гарфилда в детстве, и «Сокровища Сьерра-Мадре» (1948), играя мексиканского мальчика, который продаёт Хамфри Богарту выигрышный лотерейный билет, и Богарт бросает ему в лицо стакан воды. В 1950 году, в возрасте 17 лет, Блейк появился в роли Махмуда в «Чёрной розе» и в роли Энрико, автобусного мальчика из Неаполя (в титрах) в «Чёрной руке».

## Карьера во взрослом возрасте
В 1950 году Блейка призвали в армию США. Уйдя в возрасте 21 года, он оказался без каких-либо перспектив работы и впал в глубокую депрессию. Это привело к двухлетней зависимости от героина и кокаина. Он также торговал наркотиками. Блейк поступил в актёрский класс Джеффа Кори и начал работать над улучшением своей личной и профессиональной жизни. Со временем он стал опытным голливудским актёром, сыграв заметные драматические роли в кино и на телевидении. В 1956 году он впервые был объявлен как Роберт Блейк.
В 1959 году Блейк отказался от роли Маленького Джо Картрайта, персонажа, которого в конечном итоге сыграл Майкл Лэндон, в западном телесериале NBC Bonanza. В том же году он появился в роли Тобе Хакетта в эпизоде «Обменяй меня на смерть» синдицированного вестерна «26 мужчин», в котором инсценированы реальные истории аризонских рейнджеров. Блейк также дважды появлялся в роли «Альфредо» в синдицированном вестерне «Циско Кид» и снялся в эпизоде «Белая шляпа» другого синдицированного сериала «Люди из Аннаполиса». Он появился в трёх характерных гостевых главных ролях в сериале CBS Have Gun Will Travel, а также в одноразовых гостевых ролях в вестерне NBC Джона Пейна «Беспокойное ружье», вестерне ABC Ника Адамса «Бунтарь» и в 3-м сезоне, 25-й серии сериала «Летучая мышь». Мастерсон, вестерн-сериал NBC «Калифорнийцы», недолговечный приключенческий сериал ABC Straightaway и вестерн-телесериал NBC «Ларами».
Во взрослом возрасте Блейк снялся во многих фильмах, в том числе в главной роли в гангстерском фильме «Пурпурная банда» (1960) и в фильме «Pork Chop Hill» (1959), а также в роли одного из четырёх американских солдат, участвовавших в групповом изнасиловании в оккупированной Германии, в фильме «Город без жалости» (1961). Он появился в военном биографическом фильме Джона Ф. Кеннеди PT 109 в роли Чарльза «Баки» Харриса (1963). Он также снимался в фильмах «Энсин Пулвер» (1964), «Величайшая из когда-либо рассказанных историй» (1965) и других фильмах. Блейк получил дальнейшее распространение как член ансамбля известного, но недолговечного Шоу Ричарда Буна 1963 года, появившись в пятнадцати из 25 эпизодов сериала NBC.
В 1967 году Блейк пережил прорыв в карьере благодаря работе в фильме «Хладнокровно». Блейк сыграл реального убийцу Перри Смита. Ричард Брукс получил за фильм две номинации на «Оскар»: одну за режиссуру и одну за адаптацию книги Трумэна Капоте. В «Хладнокровии» Блейк был первым актером, произнёсшим ругательство «чушь собачья» в мейнстримном американском кино.
Блейк сыграл беглеца из числа коренных американцев в фильме «Скажи им, что мальчик Вилли здесь» (1969), снялся в телеадаптации фильма «О мышах и людях» (1981) и сыграл патрульного мотоциклиста в иконоборческой «Парни в синей форме» (1973). Он сыграл водителя серийного автомобиля из маленького городка с амбициями присоединиться к трассе NASCAR в Корки, которую MGM произвела в 1972 году. В фильме участвовали настоящие гонщики NASCAR, в том числе Ричард Петти и Кейл Ярборо.
Блейк, возможно, наиболее известен своей ролью Тони Баретты, удостоенной премии «Эмми», в популярном телесериале «Баретта» (1975—1978), где он играл уличного полицейского детектива в штатском. Торговые марки шоу включали домашнего какаду Баретты «Фред» и его фирменные фразы, в частности «Это название этой мелодии» и «Вы можете отнести это в банк».
После того, как «Баретта» закончилась, NBC предложила снять несколько пилотных эпизодов предложенного сериала под названием «Джо Дэнсер», в котором Блейк сыграет роль крутого частного детектива. Помимо главной роли, Блейк также был исполнительным продюсером и создателем. Три телефильма транслировались по NBC в 1981 и 1983 годах, но телесериал «Джо Танцор» так и не был реализован.
У Блейка были главные роли в нескольких фильмах Paramount Pictures: «От побережья до побережья» (1980) и «Сердца из секонд-хэнда» (1981). Он продолжал сниматься в 1980-х и 1990-х годах, в основном на телевидении, в таких ролях, как Джимми Хоффа в мини-сериале «Кровавая вражда» (1983) и Джон Лист в драме об убийствах «Судный день: История Джона Листа» (1993), которая принесла ему третья номинация на Эмми. Блейк снялся в телесериале 1985 года «Адский город», сыграв священника, работающего в суровом районе, и написал сценарий для пилотной серии в роли Лаймана П. Докера. У него также были характерные роли в театральных фильмах «Денежный поезд» (1995) и он сыграл Таинственного человека в «Шоссе в никуда» Дэвида Линча (1997), который оказался его последней ролью в кино.

## Смерть
Скончался 9 марта 2023 года в Лос-Анджелесе от болезни сердца в возрасте 89 лет.
Комик Джимми Киммел сделал комментарий на 95-й церемонии вручения премии Оскар 12 марта 2023 года, который был сочтён неуместным и бестактным после недавней смерти актёра. На тему того, следует ли включать Блейка в ежегодный монтаж «In Memoriam», Киммел заявил;
«Все, пожалуйста, достаньте свои телефоны, пришло время голосовать, даже дома, если вы считаете, что Роберт Блейк должен быть включён в монтаж «In Memoriam», отправьте текстовое сообщение «GIMME-A-Blake» на номер на вашем экране или любой номер».